# Михалёв, Владимир Дмитриевич
Владимир Дмитриевич Михалёв (род. 20 января 2005, Новосибирск) — российский хоккеист, нападающий.

## Биография
Занимался в школах «Энергия» Новосибирск (2012—2013), «Штурм» Чик (2013—2014), с 2014 года — в «Сибири». С сезона 2021/22 — игрок команды МХЛ «Сибирские снайперы». В первом же матче в КХЛ в составе «Сибирь» 22 ноября 2023 года против «Сочи» (5:2) забросил шайбу. В сезоне 2024/25 — игрок «Сибирских снайперов» и курганского «Зауралья» в ВХЛ.